# 泉蔵院 (草加市)
泉蔵院（せんぞういん）は、埼玉県草加市にある真言宗智山派の寺院。

## 歴史
鎌倉時代後期、1311年（応長元年）寂の宥阿によって開山された。その後、室町時代末期に1559年（永禄2年）寂の乗秀によって中興された。
なお伝説によれば、昔「万石長者」と称する長者がいたが、ある日竜巻によって長者の家屋敷や家族もろとも巻き上げてしまった。その後に残ったのは御幣と阿弥陀如来像のみであった。村人は天変地異に恐れ慄き、長者一家の菩提を弔うために寺を創建し、残った遺物を寺宝として安置したと伝えられる。

## 文化財
- 泉蔵院十三仏石像（草加市指定文化財 昭和52年8月8日指定）[3]
- 泉蔵院六地蔵石仏（草加市指定文化財 昭和52年8月8日指定）[4]

## 境内の案内
- 山門

薬医門形式で青森ひば、﨔を材料としている。本瓦茸。平成３年、本堂と共に完成した。
- 本堂

本造建築で総青森ひばが材料。唐破風向拝、銅板一文字茸。平成３年、山門と共に完成し、本尊の不動明王を中心に各仏像を祀っている。
- 聖天堂

この堂では、毎月１日～１６日の間、聖天祈祷（しょうてんきとう）が行われている。
- 閻魔堂

十王の一つである閻魔大王を祀る。閻魔大王は死者の生前の罪を裁く地獄の王である。
- 頌徳会館[5]。
- 新里不動堂　護摩供奉修を行う施設[6]。

境内施設
- 本堂・斜め上の姿
- 閻魔堂(閻魔大王安置)
- 新里不動堂
- 新里不動堂・入り口

## 交通アクセス
- 東武伊勢崎線・東京メトロ日比谷線「竹ノ塚駅」西口より東武バス「新里循環」